# Colombiaans voetbalelftal in 2016
Het Colombiaans voetbalelftal speelde in totaal vijftien officiële interlands in het jaar 2016, waaronder zes duels bij de strijd om de Copa América Centenario in de Verenigde Staten. De ploeg stond onder leiding van de Argentijnse coach José Pékerman. Op de in 1993 geïntroduceerde FIFA-wereldranglijst steeg Colombia in 2016 van de 8ste (januari 2016) naar de 6de plaats (december 2016).

## Balans
| Wedstrijden | Wedstrijden | Wedstrijden | Wedstrijden | Doelpunten | Doelpunten | Doelpunten | Punten |
| Gespeeld    | Winst       | Gelijk      | Verlies     | Voor       | Tegen      | Saldo      | Punten |
| ----------- | ----------- | ----------- | ----------- | ---------- | ---------- | ---------- | ------ |
| 15          | 8           | 3           | 4           | 22         | 17         | +5         | 1.266  |

## Interlands
|                                                                  |                                              |       |                                                         |                                                                                          |
| 24 maart Kwalificatie WK 2018 № 530 «onderlinge duels» 16:00 uur | Bolivia                                      | 2 – 3 | Colombia                                                | Estadio Hernando Siles, La Paz Toeschouwers: 35.000 Scheidsrechter: Wilton Pereira (BRA) |
| 24 maart Kwalificatie WK 2018 № 530 «onderlinge duels» 16:00 uur | Juan Carlos Arce 50' Alejandro Chumacero 62' |       | 9' James Rodríguez 40' Carlos Bacca 90+3' Edwin Cardona | Estadio Hernando Siles, La Paz Toeschouwers: 35.000 Scheidsrechter: Wilton Pereira (BRA) |

|                                                                  |                                                       |       |                    |                                                                                              |
| 29 maart Kwalificatie WK 2018 № 531 «onderlinge duels» 15:30 uur | Colombia                                              | 3 – 1 | Ecuador            | Estadio Metropolitano, Barranquilla Toeschouwers: 45.000 Scheidsrechter: Enrique Osses (CHI) |
| 29 maart Kwalificatie WK 2018 № 531 «onderlinge duels» 15:30 uur | Carlos Bacca 15' Sebastián Pérez 48' Carlos Bacca 67' |       | 90' Michael Arroyo | Estadio Metropolitano, Barranquilla Toeschouwers: 45.000 Scheidsrechter: Enrique Osses (CHI) |

|                                                             |                                                       |       |                    |                                                                          |
| 29 mei Vriendschappelijk № 532 «onderlinge duels» 20:00 uur | Colombia                                              | 3 – 1 | Haïti              | Marlins Park, Miami Toeschouwers: 18.000 Scheidsrechter: Ted Unkel (USA) |
| 29 mei Vriendschappelijk № 532 «onderlinge duels» 20:00 uur | Dayro Moreno 13' Juan Cuadrado 54' Roger Martínez 72' |       | 35' Wilde Guerrier | Marlins Park, Miami Toeschouwers: 18.000 Scheidsrechter: Ted Unkel (USA) |

| Copa América 2016 |
| ----------------- |

|                                                        |                  |                                               |          |                                                                                       |
| 3 juni Copa América № 533 «onderlinge duels» 18:30 uur | Verenigde Staten | 0 – 2                                         | Colombia | Levi's Stadium, Santa Clara Toeschouwers: 67.439 Scheidsrechter: Roberto García (MEX) |
| 3 juni Copa América № 533 «onderlinge duels» 18:30 uur |                  | 8' Cristián Zapata 42' (pen.) James Rodríguez |          | Levi's Stadium, Santa Clara Toeschouwers: 67.439 Scheidsrechter: Roberto García (MEX) |

|                                                        |                                      |       |                  |                                                                            |
| 7 juni Copa América № 534 «onderlinge duels» 22:30 uur | Colombia                             | 2 – 1 | Paraguay         | Rose Bowl, Pasadena Toeschouwers: 42.766 Scheidsrechter: Héber Lopes (BRA) |
| 7 juni Copa América № 534 «onderlinge duels» 22:30 uur | Carlos Bacca 12' James Rodríguez 30' |       | 71' Víctor Ayala | Rose Bowl, Pasadena Toeschouwers: 42.766 Scheidsrechter: Héber Lopes (BRA) |

|                                                         |                                  |       |                                                          |                                                                             |
| 11 juni Copa América № 535 «onderlinge duels» 21:00 uur | Colombia                         | 2 – 3 | Costa Rica                                               | NRG Stadium, Houston Toeschouwers: 45.808 Scheidsrechter: José Argote (VEN) |
| 11 juni Copa América № 535 «onderlinge duels» 21:00 uur | Frank Fabra 7' Marlos Moreno 73' |       | 2' Johan Venegas 34' (e.d.) Frank Fabra 58' Celso Borges | NRG Stadium, Houston Toeschouwers: 45.808 Scheidsrechter: José Argote (VEN) |

|                                                                     |                                                         |       |                                                            |                                                                                              |
| 17 juni Copa América Kwartfinale № 536 «onderlinge duels» 20:00 uur | Peru                                                    | 0 – 0 | Colombia                                                   | MetLife Stadium, East Rutherford Toeschouwers: 79.194 Scheidsrechter: Patricio Loustau (ARG) |
| 17 juni Copa América Kwartfinale № 536 «onderlinge duels» 20:00 uur |                                                         |       |                                                            | MetLife Stadium, East Rutherford Toeschouwers: 79.194 Scheidsrechter: Patricio Loustau (ARG) |
| 17 juni Copa América Kwartfinale № 536 «onderlinge duels» 20:00 uur | Strafschoppen                                           |       |                                                            | MetLife Stadium, East Rutherford Toeschouwers: 79.194 Scheidsrechter: Patricio Loustau (ARG) |
| 17 juni Copa América Kwartfinale № 536 «onderlinge duels» 20:00 uur | Raúl Ruidíaz Renato Tapia Miguel Trauco Christian Cueva | 2 – 4 | James Rodríguez Juan Cuadrado Dayro Moreno Sebastián Pérez | MetLife Stadium, East Rutherford Toeschouwers: 79.194 Scheidsrechter: Patricio Loustau (ARG) |

|                                                                      |          |                                         |       |                                                                                |
| 22 juni Copa América Halve finale № 537 «onderlinge duels» 19:00 uur | Colombia | 0 – 2                                   | Chili | Soldier Field, Chicago Toeschouwers: 55.423 Scheidsrechter: Joel Aguilar (ESA) |
| 22 juni Copa América Halve finale № 537 «onderlinge duels» 19:00 uur |          | 7' Charles Aránguiz 11' José Fuenzalida |       | Soldier Field, Chicago Toeschouwers: 55.423 Scheidsrechter: Joel Aguilar (ESA) |

|                                                                      |                  |                  |          | |
| 22 juni Copa América Troostfinale № 538 «onderlinge duels» 20:00 uur | Verenigde Staten | 0 – 1            | Colombia | University of Phoenix Stadium, Glendale Toeschouwers: 29.041 Scheidsrechter: Daniel Fedorczuk (URU) |
| 22 juni Copa América Troostfinale № 538 «onderlinge duels» 20:00 uur |                  | 31' Carlos Bacca |          | University of Phoenix Stadium, Glendale Toeschouwers: 29.041 Scheidsrechter: Daniel Fedorczuk (URU) |

|  |  |  |  |  |  |  |  |  |

|                                                                     |                                         |       |           | |
| 1 september Kwalificatie WK 2018 № 539 «onderlinge duels» 20:00 uur | Colombia                                | 2 – 0 | Venezuela | Estadio Roberto Meléndez, Barranquilla Toeschouwers: 40.000 Scheidsrechter: Daniel Fedorczuk (URU) |
| 1 september Kwalificatie WK 2018 № 539 «onderlinge duels» 20:00 uur | James Rodríguez 45' Macnelly Torres 81' |       |           | Estadio Roberto Meléndez, Barranquilla Toeschouwers: 40.000 Scheidsrechter: Daniel Fedorczuk (URU) |

|                                                                     |                       |       |                       |                                                                                    |
| 6 september Kwalificatie WK 2018 № 540 «onderlinge duels» 20:45 uur | Brazilië              | 2 – 1 | Colombia              | Arena Amazônia, Manaus Toeschouwers: 36.601 Scheidsrechter: Patricio Loustau (ARG) |
| 6 september Kwalificatie WK 2018 № 540 «onderlinge duels» 20:45 uur | Miranda 2' Neymar 75' |       | 37' (e.d.) Marquinhos | Arena Amazônia, Manaus Toeschouwers: 36.601 Scheidsrechter: Patricio Loustau (ARG) |

|                                                                   |          |                   |          |                                                                                          |
| 6 oktober Kwalificatie WK 2018 № 541 «onderlinge duels» 20:45 uur | Paraguay | 0 – 1             | Colombia | Defensores del Chaco, Asunción Toeschouwers: 35.000 Scheidsrechter: Julio Bascuñán (CHI) |
| 6 oktober Kwalificatie WK 2018 № 541 «onderlinge duels» 20:45 uur |          | 90' Edwin Cardona |          | Defensores del Chaco, Asunción Toeschouwers: 35.000 Scheidsrechter: Julio Bascuñán (CHI) |

|                                                                    |                                 |       |                                        |                                                                                                 |
| 11 oktober Kwalificatie WK 2018 № 542 «onderlinge duels» 21:30 uur | Colombia                        | 2 – 2 | Uruguay                                | Estadio Roberto Meléndez, Barranquilla Toeschouwers: 48.000 Scheidsrechter: Néstor Pitana (ARG) |
| 11 oktober Kwalificatie WK 2018 № 542 «onderlinge duels» 21:30 uur | Abel Aguilar 15' Yerry Mina 84' |       | 27' Cristian Rodríguez 72' Luis Suárez | Estadio Roberto Meléndez, Barranquilla Toeschouwers: 48.000 Scheidsrechter: Néstor Pitana (ARG) |

|                                                                     |          |       |       |                                                                                                  |
| 10 november Kwalificatie WK 2018 № 543 «onderlinge duels» 20:30 uur | Colombia | 0 – 0 | Chili | Estadio Roberto Meléndez, Barranquilla Toeschouwers: 49.243 Scheidsrechter: Wilton Sampaio (BRA) |
| 10 november Kwalificatie WK 2018 № 543 «onderlinge duels» 20:30 uur |          |       |       | Estadio Roberto Meléndez, Barranquilla Toeschouwers: 49.243 Scheidsrechter: Wilton Sampaio (BRA) |

|                                                                     |                                                      |       |          | |
| 15 november Kwalificatie WK 2018 № 544 «onderlinge duels» 19:30 uur | Argentinië                                           | 3 – 0 | Colombia | Estadio San Juan del Bicentenario, San Juan Toeschouwers: 24.207 Scheidsrechter: Roddy Zambrano (ECU) |
| 15 november Kwalificatie WK 2018 № 544 «onderlinge duels» 19:30 uur | Lionel Messi 11' Lucas Pratto 23' Ángel Di María 84' |       |          | Estadio San Juan del Bicentenario, San Juan Toeschouwers: 24.207 Scheidsrechter: Roddy Zambrano (ECU) |

## FIFA-wereldranglijst
| JAN | FEB | MAR | APR | MEI | JUN | JUL | AUG | SEP | OKT | NOV | DEC |
| --- | --- | --- | --- | --- | --- | --- | --- | --- | --- | --- | --- |
| 8   | 8   | 8   | 4   | 4   | 3   | 3   | 3   | 4   | 5   | 6   | 6   |

## Statistieken
| David Ospina     | 1988-08-31 | Arsenal                | 14 | 0 | 0 | 76 | 0  |
| Róbinson Zapata  | 1988-08-31 | Independiente Santa Fe | 1  | 0 | 0 | 4  | 0  |
| Verdediging      |            |                        |    |   |   |    |    |
| Santiago Arias   | 1992-01-13 | PSV Eindhoven          | 11 | 0 | 0 | 31 | 0  |
| Farid Díaz       | 1987-04-23 | Atlético Nacional      | 11 | 0 | 0 | 11 | 0  |
| Jeison Murillo   | 1992-05-27 | Internazionale         | 10 | 0 | 0 | 25 | 1  |
| Cristián Zapata  | 1986-09-30 | AC Milan               | 7  | 0 | 1 | 46 | 1  |
| Oscar Murillo    | 1988-04-18 | Pachuca CF             | 7  | 0 | 0 | 7  | 0  |
| Yerry Mina       | 1994-09-23 | SE Palmeiras           | 4  | 1 | 1 | 5  | 1  |
| Stefan Medina    | 1992-06-14 | Pachuca CF             | 4  | 1 | 0 | 8  | 0  |
| Frank Fabra      | 1991-02-22 | Boca Juniors           | 3  | 2 | 1 | 10 | 1  |
| Felipe Aguilar   | 1993-01-20 | Atlético Nacional      | 1  | 1 | 0 | 2  | 0  |
| Éder Balanta     | 1993-02-28 | FC Basel               | 1  | 0 | 0 | 7  | 0  |
| Davinson Sánchez | 1996-06-12 | Ajax Amsterdam         | 1  | 0 | 0 | 1  | 0  |
| Middenveld       |            |                        |    |   |   |    |    |
| Juan Cuadrado    | 1988-05-26 | Juventus               | 11 | 3 | 1 | 61 | 6  |
| James Rodríguez  | 1991-07-12 | Real Madrid            | 11 | 1 | 4 | 51 | 17 |
| Daniel Torres    | 1989-11-15 | Deportivo Alavés       | 10 | 0 | 0 | 12 | 0  |
| Carlos Sánchez   | 1986-02-06 | AC Fiorentina          | 9  | 2 | 0 | 74 | 0  |
| Edwin Cardona    | 1992-12-08 | CF Monterrey           | 7  | 5 | 2 | 24 | 4  |
| Sebastián Pérez  | 1993-03-29 | Boca Juniors           | 6  | 2 | 1 | 8  | 1  |
| Guillermo Celis  | 1993-05-08 | SL Benfica             | 3  | 3 | 0 | 6  | 0  |
| Macnelly Torres  | 1984-11-01 | Atlético Nacional      | 3  | 2 | 1 | 46 | 4  |
| Abel Aguilar     | 1985-01-06 | Deportivo Cali         | 3  | 0 | 1 | 52 | 4  |
| Wílmar Barrios   | 1993-10-16 | Boca Juniors           | 3  | 0 | 0 | 3  | 0  |
| Andrés Roa       | 1993-05-25 | Deportivo Cali         | 0  | 1 | 0 | 2  | 0  |
| Gustavo Cuéllar  | 1992-10-14 | CR Flamengo            | 0  | 1 | 0 | 2  | 0  |
| Alexander Mejía  | 1988-09-07 | Club León              | 0  | 1 | 0 | 25 | 0  |
| Aanval           |            |                        |    |   |   |    |    |
| Carlos Bacca     | 1986-09-08 | AC Milan               | 11 | 2 | 5 | 38 | 13 |
| Luis Muriel      | 1991-04-18 | Sampdoria              | 4  | 2 | 0 | 14 | 1  |
| Marlos Moreno    | 1996-09-20 | Deportivo La Coruña    | 2  | 6 | 1 | 8  | 1  |
| Roger Martínez   | 1994-06-23 | Jiangsu Suning         | 2  | 5 | 1 | 7  | 1  |
| Dayro Moreno     | 1985-09-16 | Club Tijuana           | 2  | 2 | 1 | 31 | 1  |
| Orlando Berrío   | 1991-02-14 | Atlético Nacional      | 1  | 2 | 0 | 3  | 0  |
| Radamel Falcao   | 1986-02-10 | AS Monaco              | 1  | 1 | 0 | 65 | 25 |
| Miguel Borja     | 1993-01-26 | Atlético Nacional      | 1  | 0 | 0 | 1  | 0  |
| Jonathan Copete  | 1988-01-23 | Santos FC              | 0  | 1 | 0 | 1  | 0  |
| Adrián Ramos     | 1986-01-22 | Granada CF             | 0  | 1 | 0 | 36 | 5  |

Colfútbol · A-internationals · Selecties · Statistieken · Bondscoaches · Colombiaans vrouwenelftal · Olympisch elftal · Colombia U20 · Colombia U17
1938 – 1949 ·
1950 – 1959 ·
1960 – 1969 ·
1970 – 1979 ·
1980 – 1989 ·
1990 – 1999 ·
2000 – 2009 ·
2010 – 2019 ·
2020 – 2029
WK 1962 · 
WK 1990 · 
WK 1994 · 
WK 1998 · 
WK 2014 · 
WK 2018
OS 1968 · 
OS 1972 · 
OS 1980 · 
OS 1992 · 
OS 2016
1938 · 
1939 · 1940 · 1941 · 1942 · 1943 · 1944 · 
1946 · 
1947 · 
1948 · 
1949 · 
1950 · 1951 · 1952 · 1953 · 1954 · 1955 · 1956 · 
1957 · 
1958 · 1959 · 1960 · 
1961 · 
1962 · 
1963 · 
1964 · 
1965 · 
1966 · 
1967 · 
1968 · 
1969 · 
1970 · 
1971 · 
1972 · 
1973 · 
1974 · 
1975 · 
1976 · 
1977 · 
1978 · 
1979 · 
1980 · 
1981 · 
1982 · 
1983 · 
1984 · 
1985 · 
1986 · 
1987 · 
1988 · 
1989 · 
1990 ·
1991 · 
1992 · 
1993 · 
1994 · 
1995 · 
1996 · 
1997 · 
1998 · 
1999 · 
2000 · 
2001 · 
2002 · 
2003 · 
2004 · 
2005 · 
2006 · 
2007 · 
2008 · 
2009 · 
2010 · 
2011 · 
2012 · 
2013 · 
2014 · 
2015 · 
2016 · 
2017 ·
2018 ·
2019 ·
2020 ·
2021
Algerije ·
Argentinië ·
Australië ·
Bahrein ·
België ·
Bolivia · 
Brazilië ·
Canada ·
Chili ·
China · 
Costa Rica ·
Cuba ·
DDR ·
Duitsland ·
Ecuador ·
Egypte ·
El Salvador ·
Engeland ·
Finland ·
Frankrijk ·
Griekenland ·
Guatemala · 
Haïti ·
Honduras ·
Hongarije ·
Hongkong ·
Ierland ·
Irak ·
Israël ·
Ivoorkust ·
Jamaica ·
Japan ·
Joegoslavië ·
Jordanië ·
Kameroen ·
Koeweit · 
Liberia · 
Marokko ·
Mexico ·
Montenegro ·
Nederland ·
Nederlandse Antillen ·
Nicaragua ·
Nieuw-Zeeland · 
Nigeria ·
Noord-Ierland ·
Noorwegen ·
Panama ·
Paraguay ·
Peru ·
Polen ·
Puerto Rico ·
Qatar ·
Roemenië ·
Saoedi-Arabië ·
Schotland ·
Senegal ·
Servië ·
Slovenië ·
Slowakije ·
Sovjet-Unie ·
Spanje ·
Trinidad en Tobago ·
Tsjecho-Slowakije ·
Tunesië · 
Turkije · 
Uruguay ·
Venezuela ·
Verenigde Arabische Emiraten · 
Verenigde Staten ·
Zuid-Afrika ·
Zuid-Korea ·
Zweden ·
Zwitserland
Brazilië (2014) ·
Engeland (2018) ·
Griekenland (2014) ·
Ivoorkust (2014) ·
Japan (2014) ·
Japan (2018) ·
Polen (2018) ·
Senegal (2018) ·
Uruguay (2014)